# Zhumadian
Zhumadian (chiń. 驻马店; pinyin Zhùmǎdiàn) – miasto o statusie prefektury miejskiej we wschodnich Chinach, w prowincji Henan. W 2010 roku liczba mieszkańców miasta wynosiła 315 210. Prefektura miejska w 1999 roku liczyła 8 023 855 mieszkańców. Stolica rzymskokatolickiej diecezji Zhumadian.